# 3828 Хосіно
3828 Хосіно (3828 Hoshino) — астероїд головного поясу, відкритий 22 листопада 1986 року.
Тіссеранів параметр щодо Юпітера — 3,192.